# Mark Landis
Mark Augustus Landis, född i mars 1955 i Norfolk, Virginia, USA, är en amerikansk konstnär och konstförfalskare, som gjort sig känd för att ha donerat ett antal egna förfalskade målningar och teckningar till konstmuseer i USA.
Mark Landis är son till marinofficeren Arthur Landis, Jr., och Jonita Landis (1930–2010), och växte upp i bland annat Filippinerna, Hongkong, Frankrike och Bryssel. Han utbildade sig på Art Institute of Chicago och i San Francisco, bland annat i restaurering av konstverk. Han drev utan framgång en konsthandel i Kaliforninen.
Han donerade först en egenskapad kopia av ett konstverk av Maynard Dixon till ett museum i Kalifornien California museum förebärande att det var ett original, och därefter under 20 års tid alla slags förfalskade konstverk till konstinstitutioner i USA, i regel under fingerat namn och ofta utgeende sig för att vara präst. Han valde i regel mindre museer utan stora resurser att i detalj granska dessa. I stort sett kunde detta pågå utan att upptäckas. År 2007 upptäckte dock Oklahoma City Museum of Art en förfalskning och 2010 Paul and Lulu Hilliard University Art Museum i Lafayette i Louisiana en annan. i november 2010 publicerade tidskriften The Art Newspaper en utförlig artikel om förfalskningarna. Mark Landis, som inte avyttrat de förfalskade verken för egen vinning, har inte åtalats för brott.
Han målar också tavlor under eget namn. 
En utställning hölls 2012 på Dorothy W. and C. Lawson Reed Jr. Gallery på University of Cincinnati om konstförfalskning med 60 av Mark Landis förfalskningar som grund.

## Exempel på konstnärer med förfalskningar av Landis
- Hans von Aachen
- William-Adolphe Bouguereau
- Maynard Dixon
- Marie Laurencin
- René Magritte
- Egon Schiele
- Paul Signac
- Antoine Watteau

## Media
Dokumentärfilmen Art and Craft av Sam Cullman och Jennifer Grausman från 2014 handlar om Mark Landis.